# 苅田駅

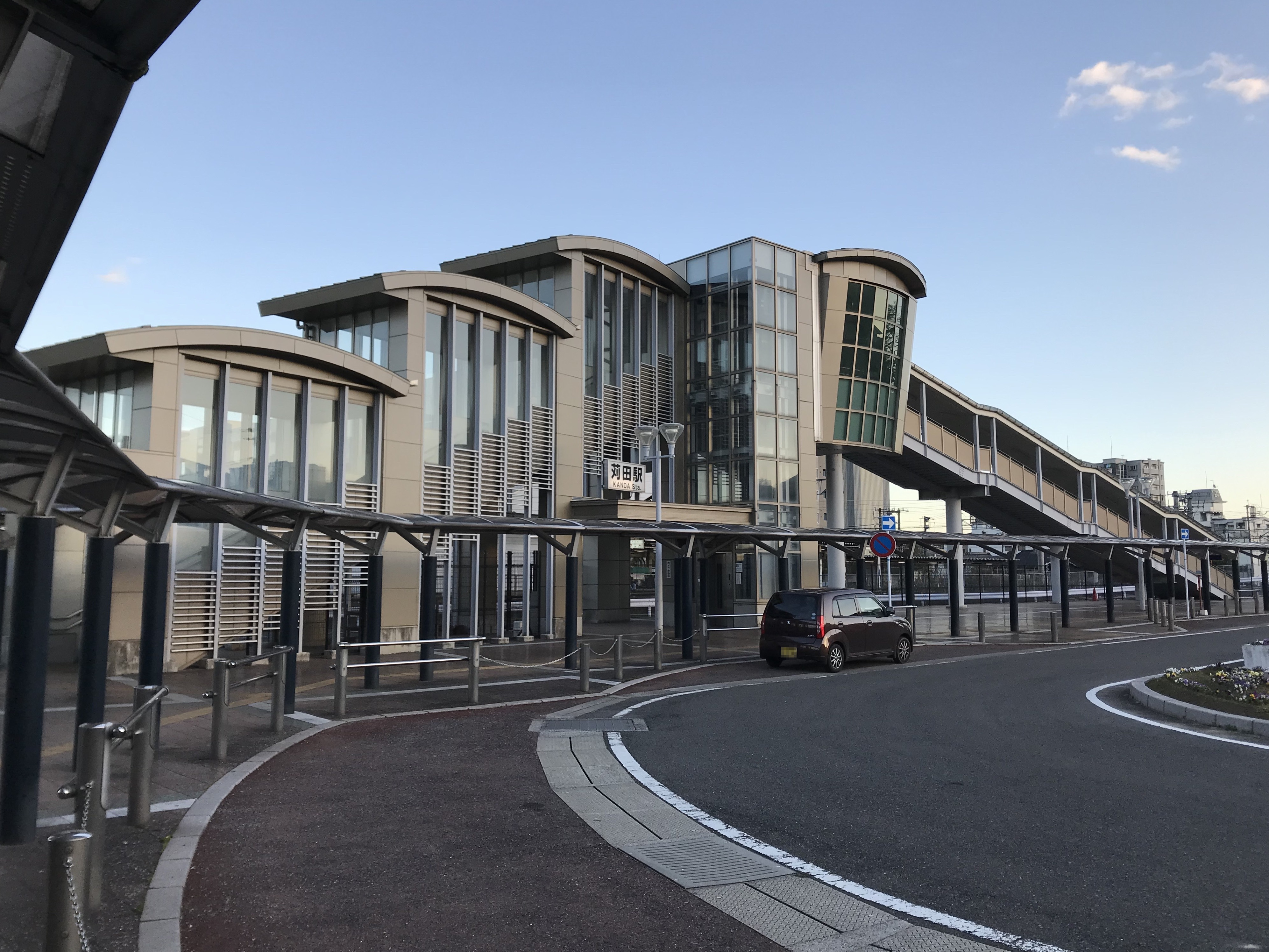
西口（2018年12月）

苅田駅（かんだえき）は、福岡県京都郡苅田町大字提にある、九州旅客鉄道（JR九州）日豊本線の駅である。駅番号はJF08。
苅田町は北九州市の通勤圏のためラッシュ時には多数の利用者がある。また2006年（平成18年）3月16日の北九州空港開港に合わせ、県と町により駅舎を新築し同年4月22日完成した。
朝の時間帯に1往復、当駅と小倉駅を結ぶ列車（6両編成）が設定されている。

## 歴史
- 1895年（明治28年）4月1日：刈田駅（かんだえき）として九州鉄道（初代）が開設[2]。
- 1907年（明治40年）
  - 7月1日：九州鉄道（初代）が国有化され帝国鉄道庁が所管。
  - 11月：苅田駅に名称変更。
- 1918年（大正7年）10月16日：東京の神田駅との区別のため「かりたえき」に呼称変更[2]。
- 1959年（昭和34年）10月1日：「かんだえき」に呼称再変更[2]。
- 1975年（昭和50年）3月10日：貨物の取り扱いを廃止[3]。
- 1984年（昭和59年）2月1日：荷物扱い廃止[3]。
- 1987年（昭和62年）
  - 3月19日：駅舎改築[4]。
  - 4月1日：国鉄分割民営化により九州旅客鉄道が継承[3]。
- 2000年（平成12年）9月20日：自動改札機を設置し、供用開始[5]。
- 2006年（平成18年）4月22日：駅舎をリニューアル。
- 2009年（平成21年）
  - 3月1日：ICカードSUGOCAの利用を開始[6]。
  - 10月1日：日豊本線小倉駅 - 中津駅間ワンマン列車運転に伴い当駅に停車する列車も日中を中心にワンマン化される。
- 2022年（令和4年）3月12日：みどりの窓口の営業時間が、7時30分から12時までに短縮される。時間外は駅員も不在になるため、改札口の発車標は消灯されている。
- 2023年（令和5年）10月1日：JR九州サービスサポートによる業務委託駅から[7]九州旅客鉄道本体による直営駅へと変更される[8]。

## 駅構造

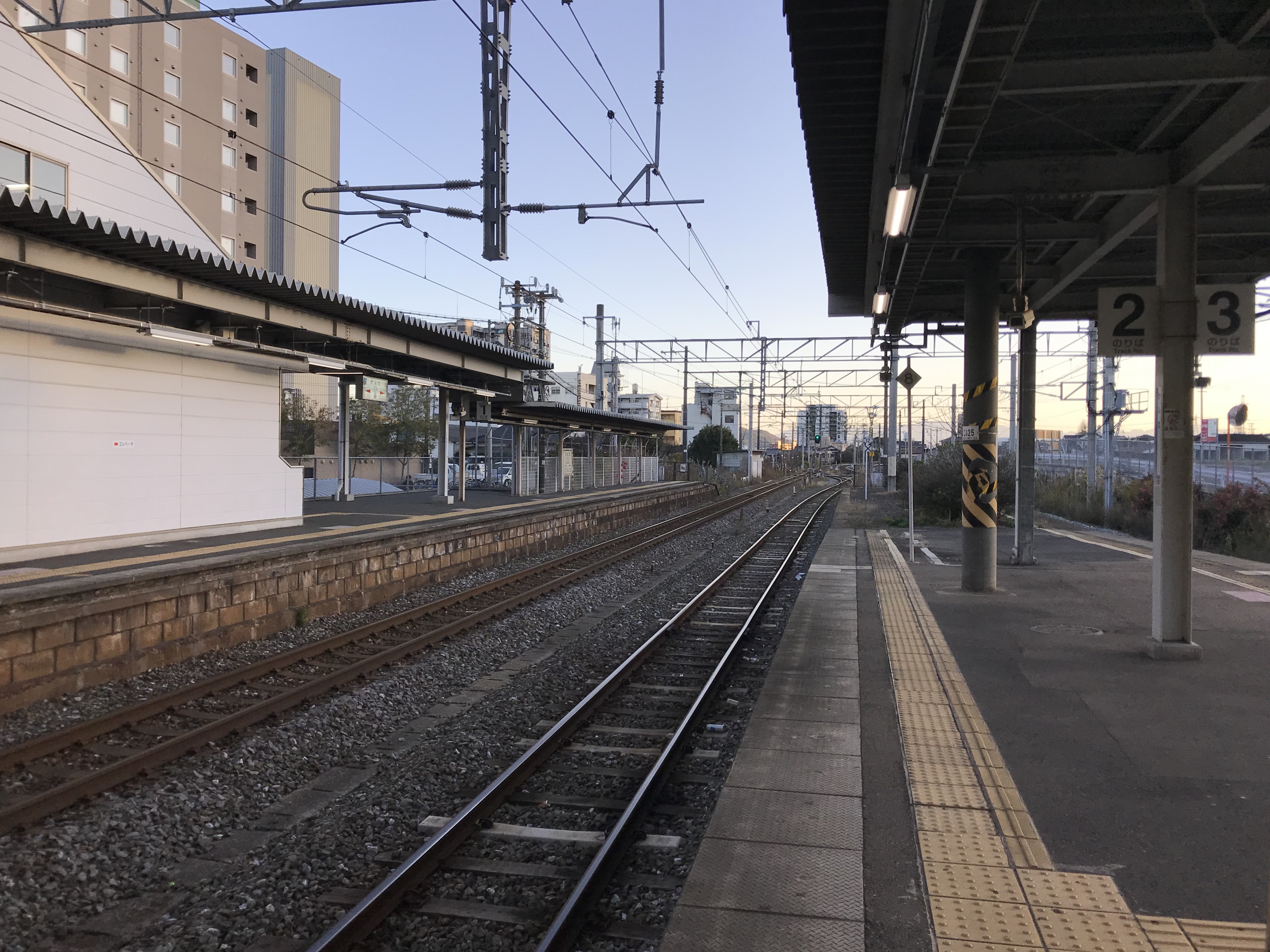
ホーム（2018年12月）

単式ホーム1面1線と島式ホーム1面2線、合計2面3線のホームを持つ地上駅。かつては木造駅舎が設置されていたが、現在は駅舎と駅前広場を改良する苅田駅周辺整備事業により橋上駅舎となって駅の東西を結ぶ自由通路が設置されている。この自由通路には公募により「WEロード」という愛称が付けられている。駅東側は2009年12月12日工事が竣工、ペデストリアンデッキも設けられた。西側は県道などから駅前広場へ通じる道路が新設された。エレベーターは改札階と上りホームを結ぶものが1基、改札階と下りホームおよび自由通路と東口の共用エレベーターが1基設置されている。ホームは両ホームとも4両分のみ嵩上げされている。
直営駅で、みどりの窓口が設置されている。

### のりば
| のりば | 路線     | 方向 | 行先             | 備考           |
| ------ | -------- | ---- | ---------------- | -------------- |
| 1      | 日豊本線 | 下り | 行橋・中津方面   |                |
| 2      | 日豊本線 | 下り | 行橋・中津方面   | 待避列車       |
| 2      | 日豊本線 | 上り | 小倉・門司港方面 | 待避・始発列車 |
| 3      | 日豊本線 | 上り | 小倉・門司港方面 |                |

## セメント会社専用線
かつては駅西側の採石所から当駅までを結ぶ日本セメント（現・太平洋セメント）の専用線と、当駅から苅田港に面する豊国セメント苅田工場（現・三菱マテリアル九州工場）までの専用線があった。この採石所は日本セメントと豊国セメントの共有（後に宇部興産との三者共有となる）であったため、日本セメントの工場へは隣の小波瀬西工大前駅から苅田港駅を経てさらに分岐する専用線を通って輸送し、豊国セメントの工場へは日本セメント専用線から貨車がそのまま豊国セメントの専用線に入って輸送していた。
日本セメントは貨車牽引のための機関車を所有していなかったため国鉄の機関車を有償で借りて輸送を行っていた。これに対し豊国セメントは蒸気機関車を所有しており、セメント輸送以外に従業員輸送を元国鉄貨車（テ1形）でおこなっていた
その後この採石所は日本セメントが撤退し、豊国セメントは会社合併で三菱鉱業セメントとなり採石を東谷工場（現・三菱マテリアル九州工場東谷生産課）にて行い輸送手段をベルトコンベアに切り替えたため、現在UBEのみが採石を行っている（ちなみにこちらも自社所有のベルトコンベアを利用して運搬を行っている）。双方ともレールは撤去されたが日本セメントの専用線跡はほとんど未舗装道路で残っており橋脚も残っている。また豊国セメントの専用線跡はその大部分が舗装された道路になっており日豊本線との分岐部分は公園になっている。なお豊国セメントは1972年（昭和47年）9月18日に専用線で使用していた5号機関車を教材用として苅田小学校に寄贈、現在も学校敷地内に静態保存されている。

## 利用状況
2023年度の1日平均乗車人員は2,308人であり、JR九州の駅としては第75位である。
| 年度   | 1日平均 乗降人員 | 1日平均 乗車人員 | 出典   |
| ------ | ---------------- | ---------------- | ------ |
| 2010年 | 5,529            |                  |        |
|        |                  |                  |        |
| 2016年 |                  | 2,365            |        |
| 2017年 |                  | 2,495            | [ 15 ] |
| 2018年 |                  | 2,436            | [ 16 ] |
| 2019年 |                  | 2,345            | [ 17 ] |
| 2020年 |                  | 1,821            | [ 18 ] |
| 2021年 |                  | 1,906            | [ 19 ] |
| 2022年 |                  | 2,093            | [ 20 ] |
| 2023年 |                  | 2,308            | [ 21 ] |

## 駅周辺
駅は苅田町の中心駅であり周辺は町中心地である。駅の東側約300 mの位置を国道10号が日豊本線と並行している。国道10号の東側の苅田港周辺の埋立地は北九州工業地帯の一部を成しており工場が集積する。駅の北西側には東九州自動車道の苅田北九州空港IC、駅の東側には九州電力苅田発電所が埋立地内にあるが、ともに駅からはやや離れている。
- 苅田町役場
- 苅田町立図書館
- 苅田町立苅田小学校
- 苅田町立馬場小学校
- 苅田町立苅田中学校
- 福岡県立苅田工業高等学校
- 石塚山古墳
- 福岡県道64号苅田採銅所線

## バス路線
駅の西口ロータリー内に「苅田駅西口」バス停が、駅の東口ロータリー内に「苅田駅」バス停が、駅の東側の国道10号線上に「苅田駅入口」バス停がそれぞれ設置されている。
- 苅田駅西口
  - 太陽交通
    - 苅田町コミュニティバス（愛称ゆめシャトル、委託運行）：町内各地
- 苅田駅
  - 西鉄バス北九州
    - 19：九州労災病院 - 下曽根駅北口 - 朽網駅 - 苅田駅 - 行橋営業所

  - 太陽交通
    - 苅田町コミュニティバス（愛称ゆめシャトル、委託運行）：町内各地
- 苅田駅入口（駅から300 m程離れた国道10号上にある）
  - 西鉄バス北九州
    - 19：（上記と同じ）
    - 高速：西鉄天神高速バスターミナル - 九州自動車道 - 苅田駅入口 - 行橋営業所

新北九州空港開港時に北九州空港線用バスのりばが新設され、西鉄バス北九州が当駅と北九州空港を結ぶ空港連絡バスを運行したが、2009年9月30日をもって廃止された。その後、2010年4月20日より太陽交通が苅田町の助成を受け空港連絡バス「SORAPPY」（そらっぴー）を運行したが、2015年4月1日より運休している。

## 隣の駅
九州旅客鉄道（JR九州）
 日豊本線
■快速
通過
■普通
朽網駅 (JF07) - 苅田駅 (JF08) - 小波瀬西工大前駅 (JF09)